# Список призерів чемпіонатів світу з легкої атлетики в приміщенні (жінки)
Цей список включає призерів чемпіонатів світу з легкої атлетики в приміщенні в жіночих дисциплінах за всі роки їх проведення.

## Сучасна програма серед жінок

### 60 метрів
| Чемпіонат | Золото                           | Срібло                           | Бронза                                        |
| --------- | -------------------------------- | -------------------------------- | --------------------------------------------- |
| 1985      | Зільке Гладіш НДР                | Гізер Оукс Велика Британія       | Крістель Бюрто Франція                        |
| 1987      | Неллі Фіре-Куман Нідерланди      | Анелія Нунева Болгарія           | Анджела Бейлі Канада                          |
| 1989      | Неллі Куман Нідерланди           | Гвен Торренс США                 | Мерлін Отті Ямайка                            |
| 1991      | Ірина Сергеєва СРСР              | Мерлін Отті Ямайка               | Лільяна Аллен Куба                            |
| 1993      | Ґейл Діверс США                  | Ірина Привалова Росія            | Жанна Тарнопольська Україна                   |
| 1995      | Мерлін Отті Ямайка               | Мелані Пашке Німеччина           | Карлетт Гудрі США                             |
| 1997      | Ґейл Діверс США                  | Чандра Старрап Багамські Острови | Фредерік Банг Франція                         |
| 1999      | Екатеріні Тану Греція            | Ґейл Діверс США                  | Філомена Менса Канада                         |
| 2001      | Чандра Старрап Багамські Острови | Анджела Вільямс США              | Крісте Гейнс США                              |
| 2003      | Анджела Вільямс США              | Торрі Едвардс США                | Мерлін Отті Словенія                          |
| 2004      | Ґейл Діверс США                  | Кім Геварт Бельгія               | Юлія Нестеренко Білорусь                      |
| 2006      | Меліса Барбер США                | Лорін Вільямс США                | Кім Геварт Бельгія                            |
| 2008      | Анджела Вільямс США              | Джанетт Квак'є Велика Британія   | Тагіша Гарріган Британські Віргінські Острови |
| 2010      | Вероніка Кемпбелл-Браун Ямайка   | Кармеліта Джетер США             | Рудді Занг Мілама ГабонКеррі-Енн Брукс Ямайка |
| 2012      | Вероніка Кемпбелл-Браун Ямайка   | Мюріель Ауре Кот-д'Івуар         | Тіанна Бартолетта США                         |
| 2014      | Шеллі-Енн Фрейзер-Прайс Ямайка   | Мюріель Ауре Кот-д'Івуар         | Тіанна Бартолетта США                         |
| 2016      | Барбара П'єр США                 | Дафне Схіперс Нідерланди         | Елейн Томпсон Ямайка                          |
| 2018      | Мюріель Ауре Кот-д'Івуар         | Марі-Жозе Та Лу Кот-д'Івуар      | Муджинга Камбунджі Швейцарія                  |
| 2022      | Муджинга Камбунджі Швейцарія     | Мікая Бріско США                 | Мерібет Сент-Прайс США                        |
| 2024      | Джульєн Альфред Сент-Люсія       | Ева Свобода Польща               | Зайнаб Доссо Італія                           |
| 2025      | Муджинга Камбунджі Швейцарія     | Зайнаб Доссо Італія              | Патріція ван дер Векен Люксембург             |

### 400 метрів
| Чемпіонат | Золото                             | Срібло                             | Бронза                                  |
| --------- | ---------------------------------- | ---------------------------------- | --------------------------------------- |
| 1985      | Даян Діксон США                    | Регіне Берг Бельгія                | Шармейн Крукс Канада                    |
| 1987      | Сабіне Буш НДР                     | Ліллі Лезервуд США                 | Форгач Юдіт Угорщина                    |
| 1989      | Гельга Арендт НДР                  | Даян Діксон США                    | Джилліан Річардсон Канада               |
| 1991      | Даян Діксон США                    | Сандра Маєрс Іспанія               | Аніта Протті Швейцарія                  |
| 1993      | Сенді Річардс Ямайка               | Тетяна Алексеєва Росія             | Джерл Майлз США                         |
| 1995      | Ірина Привалова Росія              | Сенді Річардс Ямайка               | Даніела Георгієва Болгарія              |
| 1997      | Джерл Майлз Кларк США              | Сенді Річардс Ямайка               | Гелена Фухсова Чехія                    |
| 1999      | Гріт Броєр Німеччина               | Фалілат Огункоя Нігерія            | Джерл Майлз Кларк США                   |
| 2001      | Сенді Річардс Ямайка               | Ольга Котлярова Росія              | Олеся Зикіна Росія                      |
| 2003      | Наталія Назарова Росія             | Крістін Амертіль Багамські Острови | Гріт Броєр Німеччина                    |
| 2004      | Наталія Назарова Росія             | Олеся Красномовець Росія           | Тонік Вільямс-Дарлінг Багамські Острови |
| 2006      | Олеся Красномовець Росія           | Ваня Стамболова Болгарія           | Крістін Амертіл Багамські Острови       |
| 2008      | Олеся Зикіна Росія                 | Наталія Назарова Росія             | Шаріз Вудс США                          |
| 2010      | Деббі Данн США                     | Тетяна Фірова Росія                | Ваня Стамболова Болгарія                |
| 2012      | Саня Річардс-Росс США              | Олександра Федоріва Росія          | Наташа Гастінгс США                     |
| 2014      | Франсена Маккорорі США             | Каліс Спенсер Ямайка               | Шона Міллер Багамські Острови           |
| 2016      | Кемі Адекоя Бахрейн                | Ешлі Спенсер США                   | Кванера Гейз США                        |
| 2018      | Кортні Около США                   | Шакіма Вімблі США                  | Ейлід Дойл Велика Британія              |
| 2022      | Шона Міллер-Уйбо Багамські Острови | Фемке Бол Нідерланди               | Стефані-Енн Макферсон Ямайка            |
| 2024      | Фемке Бол Нідерланди               | Ліке Клавер Нідерланди             | Алексіс Голмс США                       |
| 2025      | Амбер Аннінг Велика Британія       | Алексіс Голмс США                  | Генрієтте Єгер Норвегія                 |

### 800 метрів
| Чемпіонат | Золото                     | Срібло                            | Бронза                              |
| --------- | -------------------------- | --------------------------------- | ----------------------------------- |
| 1985      | Крістіяна Кожокару Румунія | Джейн Фінч Велика Британія        | Марія Сімяну Румунія                |
| 1987      | Крістіне Вахтель НДР       | Габріела Седлакова Чехословаччина | Любов Кирюхіна СРСР                 |
| 1989      | Крістіне Вахтель НДР       | Тетяна Гребенчук СРСР             | Еллен Кісслінг НДР                  |
| 1991      | Крістіне Вахтель НДР       | Віолета Бекля Румунія             | Елла Ковач Румунія                  |
| 1993      | Марія Мутола Мозамбік      | Світлана Мастеркова Росія         | Джоетта Кларк США                   |
| 1995      | Марія Мутола Мозамбік      | Олена Афанасьєва Росія            | Летіція Врісде Суринам              |
| 1997      | Марія Мутола Мозамбік      | Наталія Духнова Білорусь          | Джоетта Кларк США                   |
| 1999      | Людмила Форманова Чехія    | Марія Мутола Мозамбік             | Наталія Циганова Росія              |
| 2001      | Марія Мутола Мозамбік      | Штефані Граф Австрія              | Гелена Дзюрова Чехія                |
| 2003      | Марія Мутола Мозамбік      | Штефані Граф Австрія              | Майте Мартінес Іспанія              |
| 2004      | Марія Мутола Мозамбік      | Йоланда Чеплак Словенія           | Джоанн Фенн Велика Британія         |
| 2006      | Марія Мутола Мозамбік      | Кенія Сінклер Ямайка              | Гасна Бенгассі Марокко              |
| 2008      | Тамсін Льюїс Австралія     | Тетяна Петлюк Україна             | Марія Мутола Мозамбік               |
| 2010      | Марія Савінова Росія       | Дженні Медоуз Велика Британія     | Алісія Джонсон США                  |
| 2012      | Памела Джелімо Кенія       | Наталія Лупу Україна              | Еріка Мур США                       |
| 2014      | Шанель Прайс США           | Ангеліка Ціхоцька Польща          | Марина Арзамасова Білорусь          |
| 2016      | Франсін Нійонсаба Бурунді  | Аджей Вілсон США                  | Маргарет Вамбуй Кенія               |
| 2018      | Франсін Нійонсаба Бурунді  | Аджей Вілсон США                  | Шелайна Оскан-Кларк Велика Британія |
| 2022      | Аджей Вілсон США           | Фревейні Хайлу Ефіопія            | Галіма Накаї Уганда                 |
| 2024      | Циге Дугума Ефіопія        | Джемма Рікі Велика Британія       | Ноелі Яріго Бенін                   |
| 2025      | Пруденс Секгодісо ПАР      | Нігіст Гетачеу Ефіопія            | Патрісія Сілва Португалія           |

### 1500 метрів
| Чемпіонат | Золото                      | Срібло                        | Бронза                               |
| --------- | --------------------------- | ----------------------------- | ------------------------------------ |
| 1985      | Еллі ван Гюлст Нідерланди   | Фіца Ловін Румунія            | Бріт Макробертс Канада               |
| 1987      | Дойна Мелінте Румунія       | Тетяна Самоленко СРСР         | Світлана Кітова СРСР                 |
| 1989      | Дойна Мелінте Румунія       | Світлана Кітова СРСР          | Івонн Май НДР                        |
| 1991      | Людмила Рогачова СРСР       | Івана Кубешова Чехословаччина | Тудоріца Кіду Румунія                |
| 1993      | Катерина Подкопаєва Росія   | Віолета Бекля Румунія         | Сандра Гассер Швейцарія              |
| 1995      | Реджина Джекобс США         | Карла Сакраменту Португалія   | Майте Суньїга Іспанія                |
| 1997      | Катерина Подкопаєва Росія   | Патрісія Джате-Таяр Франція   | Лідія Хоєцька Польща                 |
| 1999      | Габріела Сабо Румунія       | Вйолета Бекля Румунія         | Лідія Хоєцька Польща                 |
| 2001      | Гасна Бенгассі Марокко      | Вйолета Бекля Румунія         | Наталія Горелова Росія               |
| 2003      | Реджина Джекобс США         | Келлі Голмс Велика Британія   | Катерина Розенберг Росія             |
| 2004      | Кутре Дулеча Ефіопія        | Кармен Доума-Гуссар Канада    | Гульнара Самітова Росія              |
| 2006      | Юлія Чиженко Росія          | Олена Соболева Росія          | Мар'ям Юсуф Джамал Бахрейн           |
| 2008      | Гелете Бурка Ефіопія        | Мар'ям Юсуф Джамал Бахрейн    | Даніела Йорданова Болгарія           |
| 2010      | Калькідан Гезахеньє Ефіопія | Наталія Родрігес Іспанія      | Гелете Бурка Ефіопія                 |
| 2012      | Гензебе Дібаба Ефіопія      | Мар'єм Алауї Сельсулі Марокко | Інд Деїба Франція                    |
| 2014      | Абеба Арегаві Швеція        | Аксумавіт Ембає Ефіопія       | Ніколь Сіфуентес Канада              |
| 2016      | Сіфан Гассан Нідерланди     | Давіт Сеяум Ефіопія           | Гудаф Цегай Ефіопія                  |
| 2018      | Гензебе Дібаба Ефіопія      | Лора М'юр Велика Британія     | Сіфан Гассан Нідерланди              |
| 2022      | Гудаф Цегай Ефіопія         | Аксумавіт Ембає Ефіопія       | Гірут Мешеша Ефіопія                 |
| 2024      | Фревейні Хайлу Ефіопія      | Ніккі Гілтц США               | Емілі Макей США                      |
| 2025      | Гудаф Цегай Ефіопія         | Дірібе Велтеджі Ефіопія       | Джорджія Гантер-Белл Велика Британія |

### 3000 метрів
| Чемпіонат | Золото                       | Срібло                        | Бронза                        |
| --------- | ---------------------------- | ----------------------------- | ----------------------------- |
| 1985      | Деббі Скотт Канада           | Агнезе Поссамаї Італія        | Паттісью Пламер США           |
| 1987      | Тетяна Самоленко СРСР        | Ольга Бондаренко СРСР         | Маричика Пуйке Румунія        |
| 1989      | Еллі ван Гюлст Нідерланди    | Ліз Макколган Велика Британія | Маргарета Кесег Румунія       |
| 1991      | Марі-П'єр Дюрос Франція      | Маргарета Кесег Румунія       | Любов Кремльова СРСР          |
| 1993      | Івонн Маррей Велика Британія | Маргарета Кесег Румунія       | Лінн Дженнінгс США            |
| 1995      | Габріела Сабо Румунія        | Лінн Дженнінгс США            | Джоан Несбіт США              |
| 1997      | Габріела Сабо Румунія        | Соня О'Саллівен Ірландія      | Фернанда Рібейру Португалія   |
| 1999      | Габріела Сабо Румунія        | Захра Уазіз Марокко           | Реджина Джекобс США           |
| 2001      | Ольга Єгорова Росія          | Габріела Сабо Румунія         | Олена Задорожня Росія         |
| 2003      | Берхане Адере Ефіопія        | Марта Домінгес Іспанія        | Месерет Дефар Ефіопія         |
| 2004      | Месерет Дефар Ефіопія        | Берхане Адере Ефіопія         | Шейн Калпеппер США            |
| 2006      | Месерет Дефар Ефіопія        | Лілія Шобухова Росія          | Лідія Хоєцька Польща          |
| 2008      | Месерет Дефар Ефіопія        | Меселеш Мелкаму Ефіопія       | Мар'єм Алауї Сельсулі Марокко |
| 2010      | Месерет Дефар Ефіопія        | Вів'єн Черуйот Кенія          | Сентаєгу Еджигу Ефіопія       |
| 2012      | Геллен Обірі Кенія           | Месерет Дефар Ефіопія         | Гелете Бурка Ефіопія          |
| 2014      | Гензебе Дібаба Ефіопія       | Геллен Обірі Кенія            | Мар'ям Юсуф Джамал Бахрейн    |
| 2016      | Гензебе Дібаба Ефіопія       | Месерет Дефар Ефіопія         | Шеннон Ровбері США            |
| 2018      | Гензебе Дібаба Ефіопія       | Сіфан Гассан Нідерланди       | Лора М'юр Велика Британія     |
| 2022      | Лемлем Хайлу Ефіопія         | Елінор Сент-П'єр США          | Еджгаєху Тає Ефіопія          |
| 2024      | Елінор Сент-П'єр США         | Гудаф Цегай Ефіопія           | Беатріс Чепкоеч Кенія         |
| 2025      | Фревейні Хайлу Ефіопія       | Шелбі Гуліган США             | Джессіка Галл Австралія       |

### 60 метрів з бар'єрами
| Чемпіонат | Золото                           | Срібло                           | Бронза                         |
| --------- | -------------------------------- | -------------------------------- | ------------------------------ |
| 1985      | Ксенія Шишка Угорщина            | Лоранс Еллуа Франція             | Анн Пікро Франція              |
| 1987      | Корнелія Ошкенат НДР             | Йорданка Донкова Болгарія        | Гінка Загорчева Болгарія       |
| 1989      | Єлизавета Чернишева СРСР         | Людмила Нарожиленко СРСР         | Корнелія Ошкенат НДР           |
| 1991      | Людмила Нарожиленко СРСР         | Монік Еванж-Епе Франція          | Алюска Лопес Куба              |
| 1993      | Жулі Бауман Швейцарія            | Лавонна Мартін США               | Патрісія Жирар Франція         |
| 1995      | Альюска Лопес Куба               | Ольга Шишигіна Казахстан         | Бригита Буковець Словенія      |
| 1997      | Мішель Фріман Ямайка             | Джилліан Расселл Ямайка          | Черіл Дікі США                 |
| 1999      | Ольга Шишигіна Казахстан         | Глорі Алозі Нігерія              | Кетура Андерсон Канада         |
| 2001      | Анджанетта Кіркленд США          | Мішель Фріман Ямайка             | Ніколь Рамалаланіріна Франція  |
| 2003      | Ґейл Діверс США                  | Глорі Алозі Іспанія              | Мелісса Моррісон США           |
| 2004      | Пердіта Фелісьєн Канада          | Ґейл Діверс США                  | Лінда Ферга-Ходаден Франція    |
| 2006      | Дервал О'Рурк Ірландія           | Глорі Алозі Іспанія              | Сюзанна Каллур Швеція          |
| 2008      | Лоло Джонс США                   | Кендіс Девіс США                 | Анай Техеда Куба               |
| 2010      | Лоло Джонс США                   | Пердіта Феліс'єн Канада          | Прісцилла Лопес-Шліп Канада    |
| 2012      | Саллі Пірсон Австралія           | Тіффані Портер Велика Британія   | Аліна Талай Білорусь           |
| 2014      | Ніа Алі США                      | Саллі Пірсон Австралія           | Тіффані Портер Велика Британія |
| 2016      | Ніа Алі США                      | Бріанна Роллінс США              | Тіффані Портер Велика Британія |
| 2018      | Кендра Гаррісон США              | Крістіна Меннінг США             | Надін Віссер Нідерланди        |
| 2022      | Сірена Самба-Маєла Франція       | Девінн Чарлтон Багамські Острови | Габрієль Каннінгем США         |
| 2024      | Девінн Чарлтон Багамські Острови | Сірена Самба-Маєла Франція       | Пія Скшишовська Польща         |
| 2025      | Девінн Чарлтон Багамські Острови | Дітаджі Камбунджі Швейцарія      | Акера Нюджент Ямайка           |

### 4×400 метрів
Шаблон:Список призерів чемпіонатів світу з легкої атлетики в приміщенні з естафетного бігу на 4×400 метрів серед жінок

### Стрибки у висоту
| Чемпіонат | Золото                                     | Срібло                                                             | Бронза                                                      |
| --------- | ------------------------------------------ | ------------------------------------------------------------------ | ----------------------------------------------------------- |
| 1985      | Стефка Костадинова Болгарія                | Сюзанна Лоренцон Швеція                                            | Деббі Бріл КанадаДанута Булковська ПольщаСільвія Коста Куба |
| 1987      | Стефка Костадинова Болгарія                | Сузанне Беєр НДР                                                   | Емілія Драгієва Болгарія                                    |
| 1989      | Стефка Костадинова Болгарія                | Тамара Бикова СРСР                                                 | Гайке Редецькі (Генкель) ФРН                                |
| 1991      | Гайке Генкель Німеччина                    | Тамара Бикова СРСР                                                 | Гайке Бальк Німеччина                                       |
| 1993      | Стефка Костадинова Болгарія                | Гайке Генкель Німеччина                                            | Інга Бабакова Україна                                       |
| 1995      | Аліна Астафей Німеччина                    | Брітта Білач Словенія                                              | Гайке Генкель Німеччина                                     |
| 1997      | Стефка Костадинова Болгарія                | Інга Бабакова Україна                                              | Ганне Гьоугланд Норвегія                                    |
| 1999      | Христина Калчева Болгарія                  | Зузана Главонова Чехія                                             | Тіша Воллер США                                             |
| 2001      | Кайса Бергквіст Швеція                     | Інга Бабакова Україна                                              | Венеліна Венева Болгарія                                    |
| 2003      | Кайса Бергквіст Швеція                     | Олена Єлесіна Росія                                                | Ганна Чичерова Росія                                        |
| 2004      | Олена Слєсаренко Росія                     | Ганна Чичерова Росія                                               | Бланка Влашич Хорватія                                      |
| 2006      | Олена Слєсаренко Росія                     | Бланка Влашич Хорватія                                             | Рут Бейтья Іспанія                                          |
| 2008      | Бланка Влашич Хорватія                     | Олена Слєсаренко Росія                                             | Віта Паламар Україна                                        |
| 2010      | Бланка Влашич Хорватія                     | Рут Бейтья Іспанія                                                 | Шанте Лоу США                                               |
| 2012      | Шанте Лоу США                              | Антонієта ді Мартіно ІталіяГанна Чичерова РосіяЕбба Юнгмарк Швеція | не вручалась                                                |
| 2014      | Марія Кучина РосіяКаміла Ліцвінко Польща   | Не вручалась                                                       | Рут Бейтья Іспанія                                          |
| 2016      | Вашті Каннінгем США                        | Рут Бейтья Іспанія                                                 | Каміла Ліцвінко Польща                                      |
| 2018      | Марія Ласіцкене Допущені нейтральні атлети | Вашті Каннінгем США                                                | Алессія Трост Італія                                        |
| 2022      | Ярослава Магучіх Україна                   | Елеанор Паттерсон Австралія                                        | Надія Дубовицька Казахстан                                  |
| 2024      | Нікола Оліслагерс Австралія                | Ярослава Магучіх Україна                                           | Лія Апостоловські Словенія                                  |
| 2025      | Нікола Оліслагерс Австралія                | Елеанор Паттерсон Австралія                                        | Ярослава Магучіх Україна                                    |

### Стрибки з жердиною
| Чемпіонат | Золото                       | Срібло                                        | Бронза                                      |
| --------- | ---------------------------- | --------------------------------------------- | ------------------------------------------- |
| 1997      | Стейсі Драгіла США           | Емма Джордж Австралія                         | Цай Вейянь КНР                              |
| 1999      | Настя Рижих Німеччина        | Вала Флосадоттір Ісландія                     | Ніколь Рігер НімеччинаЖужанна Сабо Угорщина |
| 2001      | Павла Рибова Чехія           | Світлана Феофанова РосіяКеллі Саттл США       | не вручалась                                |
| 2003      | Світлана Феофанова Росія     | Олена Ісинбаєва Росія                         | Моніка Пирек Польща                         |
| 2004      | Олена Ісинбаєва Росія        | Стейсі Драгіла США                            | Світлана Феофанова Росія                    |
| 2006      | Олена Ісинбаєва Росія        | Анна Роґовська Польща                         | Світлана Феофанова Росія                    |
| 2008      | Олена Ісинбаєва Росія        | Дженніфер Стучинські США                      | Фабіана Мурер БразиліяМоніка Пирек Польща   |
| 2010      | Фабіана Мурер Бразилія       | Світлана Феофанова Росія                      | Анна Роґовська Польща                       |
| 2012      | Олена Ісинбаєва Росія        | Ванесса Бослак Франція                        | Голлі Блісдейл Велика Британія              |
| 2014      | Яріслей Сілва Куба           | Анжеліка Сидорова РосіяЇржина Свободова Чехія | не вручалась                                |
| 2016      | Дженн Сур США                | Сенді Морріс США                              | Екатеріні Стефаніді Греція                  |
| 2018      | Сенді Морріс США             | Анжеліка Сидорова Допущені нейтральні атлети  | Екатеріні Стефаніді Греція                  |
| 2022      | Сенді Морріс США             | Кеті Наджеотт (Мун) США                       | Тіна Шутей Словенія                         |
| 2024      | Моллі Кодері Велика Британія | Еліза Маккартні Нова Зеландія                 | Кеті Мун США                                |
| 2025      | Марі-Жулі Боннен Франція     | Тіна Шутей Словенія                           | Ангеліка Мозер Швейцарія                    |

### Стрибки в довжину
| Чемпіонат | Золото                         | Срібло                                   | Бронза                       |
| --------- | ------------------------------ | ---------------------------------------- | ---------------------------- |
| 1985      | Хельга Радтке НДР              | Тетяна Родіонова СРСР                    | Нійоле Медведева СРСР        |
| 1987      | Гайке Дрекслер НДР             | Хельга Радтке НДР                        | Олена Белевська СРСР         |
| 1989      | Галина Чистякова СРСР          | Мар'єта Ілку Румунія                     | Лариса Бережна СРСР          |
| 1991      | Лариса Бережна СРСР            | Гайке Дрекслер Німеччина                 | Мар'єта Ілку Румунія         |
| 1993      | Мар'єта Ілку Румунія           | Сюзен Тідтке Німеччина                   | Інеса Кравець Україна        |
| 1995      | Людмила Галкіна Росія          | Ірина Мушаїлова Росія                    | Сюзен Тідтке Німеччина       |
| 1997      | Фіона Мей Італія               | Чіома Аджунва Нігерія                    | Агата Карчмарек Польща       |
| 1999      | Тетяна Котова Росія            | Шана Вільямс США                         | Іва Пранджева Болгарія       |
| 2001      | Дон Баррелл США                | Тетяна Котова Росія                      | Ньюрка Монтальво Іспанія     |
| 2003      | Тетяна Котова Росія            | Інеса Кравець Україна                    | Моррен Маггі Бразилія        |
| 2004      | Тетяна Лебедєва Росія          | Тетяна Котова Росія                      | Кароліна Клюфт Швеція        |
| 2006      | Тіанна Медісон США             | Найде Гомеш Португалія                   | Консепсьйон Монтанер Іспанія |
| 2008      | Найде Гомеш Португалія         | Моррен Маггі Бразилія                    | Ірина Сімагіна Росія         |
| 2010      | Бріттні Різ США                | Найде Гомеш Португалія                   | Кейла Коста Бразилія         |
| 2012      | Бріттні Різ США                | Дженей Делоуч США                        | Шара Проктор Велика Британія |
| 2014      | Елуаз Лезюр Франція            | Катаріна Джонсон-Томпсон Велика Британія | Івана Шпанович Сербія        |
| 2016      | Бріттні Різ США                | Івана Шпанович Сербія                    | Лоррейн Уген Велика Британія |
| 2018      | Івана Шпанович Сербія          | Бріттні Різ США                          | Состін Могенара Німеччина    |
| 2022      | Івана Вулета (Шпанович) Сербія | Есе Бруме Нігерія                        | Лоррейн Уген Велика Британія |
| 2024      | Тара Девіс-Вудхолл США         | Моней Ніколс США                         | Фатіма Діаме Іспанія         |
| 2025      | Клер Браянт США                | Аннік Келін Швейцарія                    | Фатіма Діаме Іспанія         |

### Потрійний стрибок
| Чемпіонат | Золото                       | Срібло                       | Бронза                         |
| --------- | ---------------------------- | ---------------------------- | ------------------------------ |
| 1993      | Інеса Кравець Україна        | Йоланда Чен Росія            | Інна Ласовська Росія           |
| 1995      | Йоланда Чен Росія            | Іва Пранджева Болгарія       | Жень Жуйпін КНР                |
| 1997      | Інна Ласовська Росія         | Ашія Гансен Велика Британія  | Шарка Кашпаркова Чехія         |
| 1999      | Ашія Гансен Велика Британія  | Іва Пранджева Болгарія       | Шарка Кашпаркова Чехія         |
| 2001      | Тереза Марінова Болгарія     | Тетяна Лебедєва Росія        | Тіомбе Герд США                |
| 2003      | Ашія Гансен Велика Британія  | Франсуаз Мбанґо Етон Камерун | Кене Ндоє Сенегал              |
| 2004      | Тетяна Лебедєва Росія        | Яміле Алдама Судан           | Хрисопії Деветзі Греція        |
| 2006      | Тетяна Лебедєва Росія        | Ганна Пятих Росія            | Яміле Алдама Судан             |
| 2008      | Яргеліс Савіньє Куба         | Марія Шестак Словенія        | Ольга Рипакова Казахстан       |
| 2010      | Ольга Рипакова Казахстан     | Яргеліс Савіньє Куба         | Ганна Пятих Росія              |
| 2012      | Яміле Алдама Велика Британія | Ольга Рипакова Казахстан     | Мабель Гай Куба                |
| 2014      | Катерина Конєва Росія        | Ольга Саладуха Україна       | Кімберлі Вільямс Ямайка        |
| 2016      | Юлімар Рохас Венесуела       | Крістін Гіріш Німеччина      | Параскеві Папахристу Греція    |
| 2018      | Юлімар Рохас Венесуела       | Кімберлі Вільямс Ямайка      | Ана Пелетейро Іспанія          |
| 2022      | Юлімар Рохас Венесуела       | Марина Бех-Романчук Україна  | Кімберлі Вільямс Ямайка        |
| 2024      | Теа Лафонд Домініка          | Леяніс Перес Куба            | Ана Пелетейро-Компаоре Іспанія |
| 2025      | Леяніс Перес Куба            | Льядагміс Повея Куба         | Ана Пелетейро-Компаоре Іспанія |

### Штовхання ядра
| Чемпіонат | Золото                     | Срібло                      | Бронза                        |
| --------- | -------------------------- | --------------------------- | ----------------------------- |
| 1985      | Наталія Лісовська СРСР     | Інес Мюллер НДР             | Нуну Абашидзе СРСР            |
| 1987      | Наталія Лісовська СРСР     | Ілона Брізенік НДР          | Клаудія Лош ФРН               |
| 1989      | Клаудія Лош ФРН            | Хуан Чжихун КНР             | Кріста Візе НДР               |
| 1991      | Суй Сіньмей КНР            | Хуан Чжихун КНР             | Наталія Лісовська СРСР        |
| 1993      | Світлана Кривельова Росія  | Штефані Шторп Німеччина     | Чжан Люхун КНР                |
| 1995      | Катрін Наймке Німеччина    | Конні Прайс-Сміт США        | Гріт Гаммер Німеччина         |
| 1997      | Віта Павлиш Україна        | Астрід Кумбернусс Німеччина | Ірина Коржаненко Росія        |
| 1999      | Світлана Кривельова Росія  | Кристина Данільчик Польща   | Террі Стір США                |
| 2001      | Лариса Пелешенко Росія     | Надія Остапчук Білорусь     | Світлана Кривельова Росія     |
| 2003      | Ірина Коржаненко Росія     | Надія Остапчук Білорусь     | Астрід Кумбернусс Німеччина   |
| 2004      | Світлана Кривельова Росія  | Юмілейді Кумба Куба         | Надін Кляйнерт Німеччина      |
| 2006      | Наталія Хороненко Білорусь | Надін Кляйнерт Німеччина    | Ольга Рябінкіна Росія         |
| 2008      | Валері Вілі Нова Зеландія  | Лі Мейцзюй КНР              | Міслейдіс Гонсалес Куба       |
| 2010      | Валері Вілі Нова Зеландія  | Ганна Авдєєва Росія         | Надін Кляйнерт Німеччина      |
| 2012      | Валері Адамс Нова Зеландія | Мішель Картер США           | Джилліан Камарена-Вільямс США |
| 2014      | Валері Адамс Нова Зеландія | Крістіна Шваніц Німеччина   | Ґун Ліцзяо КНР                |
| 2016      | Мішель Картер США          | Аніта Мартон Угорщина       | Валері Адамс Нова Зеландія    |
| 2018      | Аніта Мартон Угорщина      | Данніель Томас-Додд Ямайка  | Ґун Ліцзяо КНР                |
| 2022      | Оріоль Донгмо Португалія   | Чейз Ілі (Джексон) США      | Джессіка Схілдер Нідерланди   |
| 2024      | Сара Міттон Канада         | Ємісі Огунлеє Німеччина     | Чейз Джексон США              |
| 2025      | Сара Міттон Канада         | Джессіка Схілдер Нідерланди | Чейз Джексон США              |

### П'ятиборство
| Чемпіонат | Золото                                   | Срібло                         | Бронза                  |
| --------- | ---------------------------------------- | ------------------------------ | ----------------------- |
| 1995      | Світлана Москалець Росія                 | Кім Картер США                 | Ірина Тюхай Росія       |
| 1997      | Сабіне Браун Німеччина                   | Мона Штайгауф Німеччина        | Кім Картер США          |
| 1999      | Діді Натан США                           | Ірина Белова Росія             | Уршула Влодарчик Польща |
| 2001      | Наталія Сазанович Білорусь               | Олена Прохорова Росія          | Карін Ертль Німеччина   |
| 2003      | Кароліна Клюфт Швеція                    | Наталія Сазанович Білорусь     | Марі Коллонвіль Франція |
| 2004      | Найде Гомеш Португалія                   | Наталія Добринська Україна     | Аустра Скуїте Литва     |
| 2006      | Людмила Блонська Україна                 | Карін Рукштуль Нідерланди      | Ольга Левенкова Росія   |
| 2008      | Тія Геллебаут Бельгія                    | Келлі Сатертон Велика Британія | Ганна Богданова Росія   |
| 2010      | Джессіка Енніс Велика Британія           | Наталія Добринська Україна     | Гайліс Фаунтейн США     |
| 2012      | Наталія Добринська Україна               | Джессіка Енніс Велика Британія | Аустра Скуїте Литва     |
| 2014      | Надін Брурсен Нідерланди                 | Бріанна Тейсен-Ітон Канада     | Аліна Фьодорова Україна |
| 2016      | Бріанна Тейсен-Ітон Канада               | Анастасія Мохнюк Україна       | Аліна Фьодорова Україна |
| 2018      | Катаріна Джонсон-Томпсон Велика Британія | Івона Дадич Австрія            | Йоргеліс Родрігес Куба  |
| 2022      | Нор Відтс Бельгія                        | Адріанна Сулек Польща          | Кенделл Вільямс США     |
| 2024      | Нор Відтс Бельгія                        | Сага Ваннінен Фінляндія        | Софі Доктер Нідерланди  |
| 2025      | Сага Ваннінен Фінляндія                  | Кейт О'Коннор Ірландія         | Талія Брукс США         |

## Колишні дисципліни серед жінок

### 200 метрів
| Чемпіонат | Золото                        | Срібло                          | Бронза                        |
| --------- | ----------------------------- | ------------------------------- | ----------------------------- |
| 1985      | Маріта Кох НДР                | Марі-Крістін Казьє Франція      | Кім Робертсон Нова Зеландія   |
| 1987      | Гайке Дрекслер НДР            | Мерлін Отті-Пейдж Ямайка        | Грейс Джексон Ямайка          |
| 1989      | Мерлін Отті Ямайка            | Грейс Джексон Ямайка            | Наталія Ковтун СРСР           |
| 1991      | Мерлін Отті Ямайка            | Ірина Сергеєва (Привалова) СРСР | Гріт Броєр Німеччина          |
| 1993      | Ірина Привалова Росія         | Мелінда Гейнсфорд Австралія     | Наталія Воронова Росія        |
| 1995      | Мелінда Гейнсфорд Австралія   | Полін Девіс Багамські Острови   | Наталія Воронова Росія        |
| 1997      | Екатеріні Коффа Греція        | Джульєт Катберт Ямайка          | Світлана Гончаренко Росія     |
| 1999      | Йонела Тирля Румунія          | Світлана Гончаренко Росія       | Полін Девіс Багамські Острови |
| 2001      | Джульєт Кемпбелл Ямайка       | Латаша Дженкінс США             | Наталія Сафроннікова Білорусь |
| 2003      | Мюріель Юртіс Франція         | Анастасія Капачинська Росія     | Джульєт Кемпбелл Ямайка       |
| 2004      | Наталія Сафроннікова Білорусь | Світлана Гончаренко Росія       | Карін Майр-Кріфка Австрія     |

### Ходьба 3000 метрів
| Чемпіонат | Золото                 | Срібло                        | Бронза                  |
| --------- | ---------------------- | ----------------------------- | ----------------------- |
| 1985      | Джуліана Сальче Італія | Хун Янь КНР                   | Енн Піл Канада          |
| 1987      | Ольга Криштоп СРСР     | Джуліана Сальче Італія        | Енн Піл Канада          |
| 1989      | Керрі Саксбі Австралія | Беате Андерс НДР              | Ілеана Сальвадор Італія |
| 1991      | Беате Андерс Німеччина | Керрі Саксбі Австралія        | Ілеана Сальвадор Італія |
| 1993      | Олена Ніколаєва Росія  | Керрі Саксбі-Джунна Австралія | Ілеана Сальвадор Італія |